# Benedetta (2021)
Benedetta ist ein französisches Filmdrama von Paul Verhoeven aus dem Jahr 2021. Es handelt von der italienischen Nonne Benedetta Carlini, gespielt von Virginie Efira.
Die Filmbiografie basiert auf der 1986 erschienenen Biografie Immodest Acts – The life of a lesbian nun in Renaissance Italy von Judith Cora Brown. Der Roman erschien 1988 im deutschsprachigen Raum unter dem Titel Schändliche Leidenschaften: das Leben einer lesbischen Nonne in Italien zur Zeit der Renaissance.

## Handlung
Die Toskana, im 17. Jahrhundert: Als die Pest im Land wütet, tritt Benedetta Carlini als Novizin in das Kloster in Pescia ein. Nach 18 Jahren im Kloster hat sie, während sie in einem Theaterstück die Rolle der Jungfrau Maria spielt, eine Vision, dass Jesus sie ruft. Eines Tages sucht das Bauernmädchen Bartolomea, das von ihrem Vater missbraucht worden ist, Zuflucht im Kloster. Benedetta erhält den Auftrag, die Integration Bartolomeas in das Klosterleben zu begleiten. An diesem Abend küsst Bartolomea Benedetta.
Benedetta hat weiterhin nächtliche Visionen, in denen Jesus ihr erscheint. Nach einer Vision, dass sie von einer Bande gefangen genommen wurde, und dass ein Mann, den sie für Jesus hält, eine Vergewaltigung verhindert hat, erkrankt sie schwer. Die Äbtissin beauftragt Bartolomea mit der Pflege der Kranken. Nach einer Vision, in der Christus sie bittet, seine Hand zu berühren, wacht sie am nächsten Morgen mit Stigmata an Händen und Füßen auf. Teilweise wird geargwöhnt, dass sie sich die Wunden selbst zugefügt hat. Dennoch steht sie im Ruf einer Mystikerin und wird zur Äbtissin des Klosters gewählt.
Allerdings hat sie ein lesbisches Verhältnis mit der Mitschwester Bartolomea und wegen der Visionen wird sie auch der Gotteslästerung angeklagt. Sie entkommt aber letztlich dem Tod durch Verbrennen und bleibt im Kloster bis zu ihrem Tod mit 70 Jahren.
Bereits in jungen Jahren ist sie in der Lage, Wunder zu vollbringen.

## Produktion

### Vorproduktion
Im April 2017 sprach Produzent Saïd Ben Saïd erstmals über das Filmprojekt, das nach dem Film Elle die zweite Zusammenarbeit mit Paul Verhoeven markiert. Gerard Soeteman, der als Drehbuchautor mit Verhoeven bereits an acht Filmen gearbeitet hatte, überzeugte den Regisseur, sich bei der Drehbucharbeit an Browns Buch Immodest Acts zu orientieren. Im Laufe der Vorproduktion distanzierte sich Soeteman jedoch von dem Filmprojekt und legte Wert darauf, dass sein Name aus dem Abspann gestrichen würde. Er war der Ansicht, dass Verhoeven die Handlung zu sehr auf lesbischen Sex ausrichte, anstatt die durchaus aktuellen politischen Dimensionen zu unterstreichen, wenn „machtbewusste (…) Schwindler vom Volk als Retter gefeiert werden“.
Im April 2017 wurde erstmals über die Rollenbesetzung mit Virginie Efira berichtet. Im ersten Halbjahr 2018, kurz vor Drehbeginn, wurden noch einzelne Nebenrollen vergeben, darunter an Lambert Wilson und Charlotte Rampling. Im Mai 2018 wurde bekannt, dass der Film nicht, wie ursprünglich geplant, Blessed Virgin heißen würde.
Verhoeven konnte Isabelle Huppert nicht wie erhofft für eine Nebenrolle bei diesem Film gewinnen.

### Dreharbeiten
Die Dreharbeiten begannen am 19. Juli 2018 in Montepulciano, Italien. Weitere italienische Drehorte waren das Val d’Orcia (Toskana) und die Gemeinde Bevagna. Außerdem wurde in Frankreich in der Abtei Silvacane und der Abtei Le Thoronet gedreht.

## Verzögerung der Veröffentlichung
Am 29. August 2018 veröffentlichten das Filmstudio Pathé und SBS Productions eine erste Aufnahme aus dem Film.
Nachdem ursprünglich berichtet worden war, dass der Film bei den Filmfestspielen von Cannes 2019 Premiere feiern würde, gab Pathé am 14. Januar 2019 bekannt, dass die Veröffentlichung auf 2020 verschoben wurde, und erklärte, dass sich die Postproduktion verzögert habe, da Verhoeven sich von einer Hüftoperation erhole. Die Veröffentlichung wurde jedoch erneut verschoben, nachdem die Filmfestspiele von Cannes 2020 aufgrund der COVID-19-Pandemie abgesagt worden waren. Am 3. Juni 2020 bestätigte Thierry Frémaux, der Film werde bei den Filmfestspielen von Cannes 2021 im Wettbewerb um die Goldene Palme Premiere feiern. Dort wurde Benedetta am 9. Juli 2021 uraufgeführt. Am 2. Dezember 2021 kam der Film schließlich in die deutschen Kinos.

## Einspielergebnis
Der Film spielte im Jahr 2021 ca. 3,7 Millionen Euro ein, wobei er besonders in Frankreich mit 2,6 Millionen Euro und in den Niederlanden mit ca. 467.000 Euro die höchsten Einnahmen verzeichnen konnte. In Deutschland konnte sich der Film nach seiner Veröffentlichung im Dezember 2021 auf Platz 9 der Arthouse-Charts platzieren.

## Bewertungen
Rotten Tomatoes zufolge fielen 86 % der ausgewerteten Kritiken positiv aus, laut Metacritic 73 %.
Dabei finden einige Kritiker, dass Regisseur Verhoeven mit seiner ambivalenten Darstellung von Frömmigkeit und Frivolität durchaus ein interessanter Film gelingt. Andere Rezensionen sehen in dem Film eher eine wenig gelungene Provokation.
So sieht Michael Kienzl im Filmdienst eine Darstellung von Machtspielen und Heuchelei des damaligen Kirchensystems ohne Leugnung des Göttlichen oder dabei in plumpe Kirchenkritik zu verfallen. Für Anke Sterneborg bei epd Film konnte der Regisseur wieder einmal überzeugend in seinem Werk starke und eigenwillige Frauencharaktere vorstellen. Laut Jeannette Catsoulis in der New York Times hat Verhoeven in seinem vielleicht letzten Film nochmal überzeugend dargelegt, dass körperliche Freuden nichts Böses sein müssen:

„The movie presents lesbianism as a middle finger to Church power, insisting that bodily pleasures don’t have to be bad for the soul. Should this be Verhoeven’s swan song, that’s a perfectly fine sign-off.“

Im SRF ist Michael Sennhauser der Meinung, dass der Regisseur keine Nunsploitation zeigen möchte, sondern sein Interesse an der sozialen Dynamik im Machtgefälle zwischen Frauen und der männlichen Kirchenwelt besteht:

„«Benedetta» ist saftiges, spielerisches und zugleich sehr ernsthaftes Kino, das mit reisserischen Mitteln augenzwinkernd zu grundlegenden Erkenntnissen über Macht und Glaube gelangt.“

Auch Philipp Stadelmaier gefällt in der Süddeutschen Zeitung die Uneindeutigkeit des Films und dabei sieht er einen listigen Beitrag über Körperlichkeit und Glauben. In der taz ist Michael Meyns der Ansicht, dass Verhoeven eine skandalöse Darstellung der Institution Kirche bezwecken wollte, dies in der heutigen Zeit, durch den schwindenden Einfluss der religiösen Organisationen, aber nicht mehr gelingt. Trotzdem sieht er im Aufzeigen des Fanatismus noch aktuelle Aspekte des Films.
Arabella Wintermayr merkte in Der Freitag an, dass eine Provokation durch den Film nicht gelinge und attestiert dem Regisseur eine abgeschmackt-makabre Lüsternheit bei der Inszenierung:

„Die Bemühungen, einen Skandal hervorzurufen, sind groß, und doch bleibt das Ergebnis trivial.“

Für Andreas Kilb in der FAZ ist der Film sehr oberflächlich und schafft es nicht, die wahren Emotionen der Protagonistin zu vermitteln.
In Russland wurde die dem Film zunächst erteilte Vertriebserlaubnis im April 2022 vom russischen Kulturministerium widerrufen. Der Mitarbeiter, der die ursprüngliche Erlaubnis erteilt hatte, wurde entlassen.

## Deutsche Synchronfassung
Die deutsche Synchronbearbeitung entstand bei der Think Global Media GmbH in Berlin. Jörg Hartung schrieb das Dialogbuch, Ronald Nitschke führte Dialogregie.
| Darsteller         | Deutscher Sprecher | Rolle                       |
| ------------------ | ------------------ | --------------------------- |
| Virginie Efira     | Katrin Zimmermann  | Benedetta                   |
| Charlotte Rampling | Krista Posch       | Äbtissin Schwester Felicita |
| Daphne Patakia     | Maximiliane Häcke  | Bartolomea                  |
| Lambert Wilson     | Bernd Vollbrecht   | Alfonso / der Nonce-Bote    |
| Olivier Rabourdin  | Frank Röth         | Alfonso Cecchi              |
| Louise Chevillotte | Josephine Schmidt  | Schwester Christina         |
| Hervé Pierre       | Ronald Nitschke    | Paolo Ricordati             |
| Guilaine Londez    | Diana Borgwardt    | Schwester Jacopa            |
| Gaëlle Jeantet     | Vera Bunk          | Schwester Petra             |
| Jonathan Couzinié  | Julian Tennstedt   | Jésus                       |
| Pero Radicic       | Marios Gavrilis    | Einäugiger Söldner          |
| Elena Plonka       | Nele Ortmann       | Benedetta (Kind)            |
| Clotilde Courau    | Peter Lontzek      | Midea Carlini               |